# Veronica Inside
Veronica Inside (kortweg VI) was een Nederlands televisie- en radioprogramma van Talpa Network. Het was de onofficiële opvolger van Voetbal Inside.
Wilfred Genee, Johan Derksen en René van der Gijp waren de hoofdpersonen. Jan Boskamp, Hans Kraay jr., Valentijn Driessen en Wim Kieft schoven afwisselend aan. In het programma werden ook diverse deskundigen uitgenodigd, bijvoorbeeld scheidsrechter Bas Nijhuis en sportmarketeer Chris Woerts. De deskundigen zaten dan niet aan tafel, maar aan een extra tafeltje in het publiek.
De kijkdrempel van het programma lag laag dankzij het weinige gebruik van vaktermen en veel humor. In Veronica Inside werden niet alleen voetbalwedstrijden, maar andere onderwerpen besproken zoals politiek en nieuws over bekende Nederlanders. Door de voetbalkantine-humor en het informele taalgebruik heeft het programma in het verleden meerdere malen tot ophef geleid. Dit politiek incorrecte karakter maakte het programma dan ook weer geliefd bij de kijkers.

## Geschiedenis
Al sinds 2001 waren Wilfred Genee en Johan Derksen (later ook René van der Gijp) op de Nederlandse televisie te zien met hun programma Voetbal Inside op RTL 7. In de zomer van 2018 ging het programma over naar de zender Veronica en kreeg het de nieuwe naam Veronica Inside. Het concept bleef hetzelfde, alleen werd het programma in een nieuw jasje gestoken, met een nieuwe vormgeving, rubrieken en decor.

## Vervolgprogramma
Nadat ze in de zomer van 2021 het dagelijkse programma De Oranjezomer op SBS6 hadden gemaakt, raakten Wilfred Genee, Johan Derksen en René van der Gijp in gesprek met de zenderleiding om dit een vervolg te geven. Op 18 september 2021 werd bekend dat ze per 10 januari 2022 een dagelijks praatprogramma op SBS6 gingen maken. Daarmee kwam er een einde aan Veronica Inside op televisie. Het nieuwe tv-programma heette VI Vandaag (later Vandaag Inside). Later werd bekend dat ook de radiovariant van het programma zou eindigen. Op 15 augustus 2022 begon de officiële opvolger van dit programma: Veronica Offside.

## Samenstelling

### Televisie
Vaste samenstelling:
- Wilfred Genee (presentator, 2018–2021)
- Johan Derksen (sidekick, 2018–2021)
- René van der Gijp (sidekick, 2018–2021)

Vaste wisselende gasten:
- Jan Boskamp (2018–2021)
- Valentijn Driessen (2018–2021)
- Wim Kieft (2019–2021)
- Hans Kraay jr. (2018–2021)
- Hélène Hendriks (2021)

Deskundigen:
- Martijn Krabbendam (2019–2021)
- Bas Nijhuis (2019–2021)
- Marcel van Roosmalen (2019)
- Chris Woerts (2020–2021)
- Thomas van Groningen (2021)
- Sam Hagens (2021)

Verslaggevers:
- Fresia Cousiño Arias (2021)
- Wytse van der Goot (2018–2021)
- Hélène Hendriks (2018–2021)
- Dennis Schouten (2018–2019)

Huisband:
- Danny Vera & ordinary men (maandag, 2018–2021)
- The Clarks (vrijdag, 2018–2021)
- Erwin Java & Band (incidenteel, 2020–2021)

Barvrouw:
- Ashley Zaat (2018-2021)

### Radio
Vaste samenstelling:
- Wilfred Genee (presentator ma-do, 2019–2021)
- Jan Joost van Gangelen (presentator vr, 2019–2021)
- Dennis van der Geest (invalpresentator, 2021)
- Niels van Baarlen (sidekick, 2019–2021)
- Rick Romijn (sidekick, 2019–2021)
- Heleen de Geest (sidekick ma-do, 2021)[4]
- Hélène Hendriks (sidekick vr, 2021)[5]

Nieuwslezers:
- Celine Huijsmans (2019–2020)
- Florentien van der Meulen (2020–2021)
- Jeroen Latijnhouwers (invaller, 2020)
- Annemarie Brüning (invaller, 2021)

Verslaggevers:
- Dennis Schouten (2020–2021)[6]